# Ӭ
Ӭ, ӭ е буква от кирилицата. Обозначава звука /*e/, когато той се намира след палатализирана (понякога наричана „полупалатализирана“) заднонебна носова съгласна /nʲ/ или някоя от венечните преградни съгласни (/tʲ/, /dʲ/). Използва се в килдинския диалект на саамския език, където е 41-вата буква от азбуката. Въведена е в употреба през 1982 година и се пише пред съгласните д, т и н. Не се използва в началото на думата. Също така Ӭ се използва в горския диалект на ненецкия език. Произлиза от кирилската буква Э. До 1927 година Ӭ присъства и в мордовската азбука. По-късно буквата е премахната от употреба.
Интересно е да се отбележи, че буквата Ӭ се е използвала, макар и рядко, в руския дореформен правопис за обозначаването на френското eu и немското ö. Радетел за въвеждането ѝ в руския език е академик Яков Грот. И въпреки че се появява епизодично в руския дореволюционен печат, буквата Ӭ така и не бива въведена официално.

## Кодове
| Буква  | Уникод |
| ------ | ------ |
| Главна | U+04EC |
| Малка  | U+04ED |

В други кодировки буквата Э отсъства.